# Samuel Contesti
Samuel Contesti (Le Havre, 1983. március 4. –) francia-olasz kettős állampolgárságú műkorcsolyázó. Olasz színekben versenyez. Az állampolgárságot 2007-ben kapta meg.
Háromszoros olasz bajnok, a 2009-es Európa-bajnokság ezüstérmese.

## Programok
| Szezon    | Rövidprogram                                                         | Szabadprogram                                                                    |
| --------- | -------------------------------------------------------------------- | -------------------------------------------------------------------------------- |
| 2009-2010 | Wish Me Well Willie Dixon, Memphis Slim Whammer Jammer J. Geils Band | Sikuriadas Panpipes of the Andes Wara Bolivian Cacharapaya Panpipes of the Andes |

## Statisztika

### Olasz színekben
| Esemény                     | 2007-2008 | 2008-2009 | 2009-2010 |
| --------------------------- | --------- | --------- | --------- |
| Világbajnokság              |           | 5.        |           |
| Európa-bajnokság            |           | 2.        | 5.        |
| Olasz bajnokság             | 1.        | 1.        | 1.        |
| Skate Canada International  |           |           | 5.        |
| Cup of China                |           |           | 4.        |
| Golden Spin of Zagreb       |           | 2.        |           |
| Karl Schäfer Memorial       |           | 2.        |           |
| NRW Trophy                  |           | 2.        | 2.        |
| International Challenge Cup | 2.        | 1.        |           |

### Francia színekben
| Esemény                 | 2001-2002 | 2002-2003 | 2003-2004 | 2004-2005 | 2005-2006 | 2006-2007 |
| ----------------------- | --------- | --------- | --------- | --------- | --------- | --------- |
| Világbajnokság          |           |           |           | 26.       |           |           |
| Európa-bajnokság        |           |           |           | 9.        |           |           |
| Francia bajnokság       | 11.       |           | 6.        | 3.        | 2.        | 3.        |
| Trophée Eric Bompard    |           |           |           | 9.        | 5.        |           |
| Bofrost Cup             |           |           |           | 4.        |           |           |
| Crystal Skate, Bukarest |           |           |           |           | 3.        |           |
| Copenhagen Trophy       |           |           | 1.        |           |           |           |
| Karl Schäfer Memorial   |           |           | 5.        |           |           |           |
| Gardena Spring Trophy   | 3.        |           |           |           |           |           |

### Fordítás
Ez a szócikk részben vagy egészben  a   Samuel Contesti című angol Wikipédia-szócikk fordításán alapul.  Az eredeti cikk szerkesztőit annak laptörténete sorolja fel. Ez a jelzés csupán a megfogalmazás eredetét és a szerzői jogokat jelzi, nem szolgál a cikkben szereplő információk forrásmegjelöléseként.